# WR 7
WR 7 (HD 56925 / HIP 35378) es la estrella central de la nebulosa de emisión NGC 2359 (conocida también como nebulosa del Casco de Thor), en la constelación del Can Mayor.
La distancia a la que se encuentra es incierta, variando entre 3,5 kiloparsecs (11.410 años luz) y 6,9 kiloparsecs (22.500 años luz), dependiendo de la fuente consultada.
De magnitud aparente +11,40, WR 7 es una estrella de Wolf-Rayet de tipo espectral WN4. Este tipo de estrellas se caracterizan por una abundante pérdida de masa estelar conducida por un viento estelar a gran velocidad químicamente enriquecido.
En el caso de WR 7, la velocidad terminal de su viento es de 1600 km/s y pierde masa a un ritmo de 7 × 10-5 masas solares cada año. Asumiendo una distancia de 4,8 kiloparsecs (15.600 años luz), se calcula que es 280.000 veces más brillante que el Sol, 16 veces más masiva, y 1,41 veces mayor. Es una estrella muy caliente, con una temperatura de superficie estimada en 112.000 Kelvin.
El estudio de la interacción entre WR 7 y la nebulosa circundante se ha realizado asumiendo una distancia de 5 kiloparsecs. Se ha descubierto la existencia de una envoltura HI de 70 × 37 kiloparsecs que se expande a 12 km/s, posiblemente creada por la progenitora de la estrella actual, una estrella de tipo O de la secuencia principal. Parece probable la existencia de un arco de choque actuando en la parte sur de la nebulosa, producido posiblemente en la fase de supergigante roja o de variable luminosa azul.